# Йоана (папеса)
Папеса Йоана (на латински: Ioanna Papessa) известна и като Йоан Англик (на латински: Ioannes Anglicus), е жена-папа, която, според някои теории, е глава на Римокатолическата църква в периода 855 – 858 г., като заема папския престол под името Йоан VIII (на латински: Ioannes Octus PP), след Лъв IV. Съществува спор дали е историческа или легендарна фигура.

## Легендата
Според предания тя е родена Йохана, дъщеря на англосаксонски мисионер и се родила в Майнц или в Ингелхайм.
На 12-годишна възраст, облечена с мъжки дрехи, бяга с монах в Атина. Там стават членове на една от най-престижните през девети век книжовни школи.
След смъртта на любовника си, тя отива в Рим, където става преподавател във висше училище, после кардинал и накрая римски папа. По време на една процесия ражда. За това какво става след това има 2 версии – че е пребита с камъни или че е свалена от поста си и пратена в манастир до края на дните си.

## Исторически извори
Историята на папеса Йоана е известна предимно от хрониката от 13 век на монаха-доминиканец, поляка Мартин Опавски. В своята „Хроника на папи и императори“ (Chronicon Pontificum et Imperatum), той пише:
| „ | Йоан Англик, роден в Майнц, беше папа за 2 години, 7 месеца и 4 дни и умря в Рим, след което нов папа нямаше 1 месец. Твърди се, че този Йоан е бил жена, която като момиче е отведена в Атина, преоблечена в мъжки дрехи, от нейния любовник. Там тя станала изкусна в различни науки, където нямала равна и по-късно в Рим, изучила хуманитарните науки и имала велики учени сред своите студенти и слушатели. Славата ѝ се разнесла из Рим и тя била избрана за папа. Забременяла от своя любовник. Поради незнание кога да очаква раждането на бебето си, тя родила по време на процесия от „Св. Петър“ до Латерана, в тясна улица между Колизея и църквата „Св. Климент“. След смъртта ѝ се казва, че е погребана на това същото място. Папата винаги се извръщал настрана от улицата и мнозина вярват, че го прави от отвращение от случилото се. Също така не е поставена в списъка на светите папи, и поради женския си пол и поради безчестието на случилото се. | “ |

Според автора това се случва между управлението на папите Лъв IV и Бенедикт III през 50-те години на IX век. Версии на тази история се появяват и в източници преди Мартин Опавски. Най-често цитираната е на Анастасий Библиотекар (починал 886, предполагаем антипапа), автор на Liber Pontificalis, съвременник на папесата. Обаче историята не е намерена в благонадеждните ръкописи на съчинението, приписвано на Анастасий. Всъщност само един от ръкописите на Анастасиевия Liber Pontificalis съдържа забележка за жената-папа. Този ръкопис в библиотеката на Ватикана съдържа пасаж, който е вмъкнат като бележка в края на страницата, под редовете, и с различен почерк, и несъмнено датира след времето на Мартин Опавски. Възможно е написалият забележката да се осланя на историята на Мартин Опавски и да не е достоверен източник. Същото е вярно и за писаната през ХІ век „Хроника на папите“ на Мариан Скот (Marianus Scotus). Няколко ръкописа съдържат кратко споменаване на жената-папа по име Йоана (най-ранният от тях я нарича със специфично име), но всички те са написани след творбата на Мартин Опавски. По-ранните ръкописи нямат сведения за тази легенда.
Има един-единствен източник за папесата, но той посочва други дати на нейното вероятно управление. Това е Хрониката на Жан де Майи (Chronica Universalis Mettensis), който пише през 13 век. Там скандалът с папесата датира не от 850 г., а от 1099 г. Жан де Майи пише:
| „ | Относно определен папа или по-скоро жена папа, която не е вписана в списъка на папите или епископите на Рим, защото е жена, която се преоблякла като мъж и станала, благодарение на характера и талантите си, папски секретар, а след това кардинал и накрая папа. Един ден, докато яздила кон, родила дете. Незабавно, в римско правосъдие, тя била вързана за краката към опашката на коня и влачена и замервана с камъни от хората в продължение на половин левга. И където умряла, там била погребана и на мястото е изписано: „Petre, Pater Patrum, Papisse Prodito Partum“ [Петре, Баща на Бащите, Издай раждането на дете от жената-папа] | “ |

.
По същото време е въведен четиридневен пост, наречен „пост на жената-папа“. (Jean de Mailly, Chronica Universalis Mettensis).
Постът, за който споменава Жан де Мали, се спазва от католиците и до днес.
Относно това какво точно е пишело на камъка, къде е бил и как се превежда написаното има и други версии. Според Стефан фон Бурбон е било написано: „Parce, Pater Patrum, Papisse Prodere Partum“.
Монах от Малмесбъри (1366) счита, че тя остава жива, но води затворнически живот, но сина ѝ направил кариера в църковната йерархия и стана епископ на град Остия. Към тази версия се придържа и Бокачо.

## Sedia stercoraria
Според легендата след случая когато се разбира, че за папа е избрана жена, Ватиканът започва да прави проверка на бъдещите папи като ги кара да сядат на стол с дупка, за да се проверява полът на кандидатите за Светия престол. Макар мнозина да смятат, че това е само една легенда защо Ватиканът използвал sedia stercoraria (стол с дупка), в действителност такива столове наистина съществуват.
Един е изложен във Ватиканския музей, а друг – в Лувъра. Използван е при издигането на папа Паскал II през 1099. Причината да имат дупка е спорна, но и столовете и дупките на тях предхождат историята за папеса Йоана и дори католицизма с векове и нямат нищо общо с проверката на пола на бъдещия папа. Има мнение, че те са с римски произход и това всъщност са т.нар. sedia curules – троновете, на които седели консулите. Обяснението за използването им е, че високопоставените благородници често приемали съветници по време на „утринния си тоалет“ във физиологичен смисъл.

## Картите Таро
Интересен факт е, че една от картите Таро се казва „Папесата“. Образът на Папесата се появява за първи път сред картите Таро през Средните векове. Някои от вариантите на картата директно свързват изобразената жена с папството, като я изобразяват носеща Тройната диадема (triregnum) или Папската Тиара. В други варианти освен с triregnum, тя е показана и с ключ, препращащ към ключовете на царството, които са традиционен символ на папството. Обаче не всички карти са директно свързани с папството. Някои свързват жената с Дева Мария, Изида или с папеса Йоана. Карти след Реформацията представят папеса Йоана с дете, препращайки към легендата за това как Йоана, преоблечена като мъж, е избрана за папа и е разкрита, когато внезапно започва да ражда.

## Достоверност
Достоверността на разказа за папата-жена първо е оспорена от реформатора Давид Блондел в средата на XVI век. Според някои изследователи тази легенда възниква, вероятно като насмешка над господството на жените в папския двор, започвайки от Йоан X до Йоан XII (919 – 963).
Доводите на привържениците на идеята за съществуването на папеса Йоана освен ръкописите са и:
- В катедралния събор на Сиена има статуя с надпис „Johannes VIII, femina ex Anglia“ (Йоан VIII, англичанка), през 1276 заменен с „Папа Цахариес“.
- В благодарствено писмо, по случай връщането на Методий на архиепископска служба във Великоморавия, цариградският патриарх Фотий три пъти нарича папата „мъжествен“.

Доводите на отхвърлящите тази идея са:
- Няма времево място между управлението на папа Лъв IV и Бенедикт III, когато се твърди, че е управлявала папеса Йоана. Лъв IV умира на 17 юли 855 г. От друга страна има монети с образите на папа Бенедикт III и император Лотар, който умира на 28 септември 855, което означава, че Бенедикт е бил папа по времето на император Лотар. Така времето, по което би могла да е на власт Йоана, е съвсем малко (2 месеца) и практически не е възможно, като се сложи и необходимото време за избор на нов папа.

## В изкуството
- През Средновековието няколко италиански скулптора правят статуи на папесата, като особено популярна става „Папесата с детето“.
- Романът Das Mährchen von der Päpstin Johanna auf’s Neue erörtert от Вилхелм Сметс (1829 г.)
- През 1866 г. гръцкият писател Емануил Роидис публикува историческия си роман Папеса Йоана, която бива анатемосана от гръцката православна църква. Книгата бива високо хвалена от Марк Твен и Алфред Джари.
- Черна магия на Марджъри Боуен (1909)
- Päpstin Johanna на Лудвиг Горм (1912 г.)
- Папеса Йоана е балет на българския композитор Веселин Стоянов.
- Папеса Иоана (на английски: Pope Joan) е филм от 1972 г. на режисьора Майкъл Андерсън с Лив Улман в главната роля
- Папеса Йоана е филм от 2009 г. на германския режисьор Зьонке Вортман (Sönke Wortmann).